# 廣澤優
- 広澤優
- 広沢優
- 廣沢優

廣澤 優（ひろさわ ゆう、2001年4月27日 - ）は、東京都世田谷区出身のプロ野球選手（投手・育成選手）。右投右打。東京ヤクルトスワローズ所属。

## 経歴

### プロ入り前
日本大学第三高等学校では2年夏の第100回全国高等学校野球選手権記念大会に控え投手として出場。龍谷大平安との3回戦で大会初登板初先発し、5回2失点の好投で勝利に貢献した。また、この試合で当時の自己最速を更新する148km/hを計測している。金足農業との準決勝でも先発して4回途中1失点だったが、試合は敗れた。3年夏は西東京大会準々決勝で桜美林に敗れた。同学年に井上広輝がいた。
高校卒業後はJFE東日本へ入社。4年間在籍して最速を158km/hまで伸ばしたものの、都市対抗野球大会、日本選手権大会では1度もベンチ入りすることができなかった。4年目のシーズン半ばに監督の落合成紀から独立リーグ挑戦を提案され、四国アイランドリーグplusの愛媛マンダリンパイレーツへ入団した。

### 四国IL・愛媛時代
2024年は27試合に登板して2勝2敗、防御率2.54、49奪三振を記録した。10月24日に開催されたドラフト会議にて東京ヤクルトスワローズから育成2位指名を受け、11月20日に支度金320万円、年俸300万円で仮契約した。背番号は012。担当スカウトは押尾健一。

## 詳細情報

### 独立リーグでの投手成績
| 年 度     | 球 団     | 登 板 | 先 発 | 完 投 | 完 封 | 無 四 球 | 勝 利 | 敗 戦 | セ 丨 ブ | ホ 丨 ル ド | 勝 率 | 打 者 | 投 球 回 | 被 安 打 | 被 本 塁 打 | 与 四 球 | 敬 遠 | 与 死 球 | 奪 三 振 | 暴 投 | ボ 丨 ク | 失 点 | 自 責 点 | 防 御 率 | W H I P |
| --------- | --------- | ----- | ----- | ----- | ----- | -------- | ----- | ----- | -------- | ----------- | ----- | ----- | -------- | -------- | ----------- | -------- | ----- | -------- | -------- | ----- | -------- | ----- | -------- | -------- | ------- |
| 2024      | 愛媛      | 27    | 7     | 0     | 0     | 0        | 2     | 2     | 0        | 7           | .500  | 253   | 56.2     | 49       | 0           | 43       | -     | 1        | 49       | 4     | 0        | 27    | 16       | 2.54     | 1.62    |
| 通算：1年 | 通算：1年 | 27    | 7     | 0     | 0     | 0        | 2     | 2     | 0        | 7           | .500  | 253   | 56.2     | 49       | 0           | 43       | -     | 1        | 49       | 4     | 0        | 27    | 16       | 2.54     | 1.62    |

### 背番号
- 12（2024年）
- 012（2025年[8] - ）